# 179-я танковая бригада
179-я танковая бригада — танковая бригада Красной армии в годы Великой Отечественной войны.
Сокращённое наименование — 179 тбр.

## Формирование и организация
179-я танковая бригада начала формироваться на основании Директивы НКО № 723499сс от 15.02.1942 г. Сформирована Директивой НКО № 176019 от 23.06.1942 г. в Ногинске (Московская обл.).
12 мая  1942 г. подчинена командующему войсками 57-й армии.
2 октября 1942 г. выведена в резерв Ставки ВГК в район ст. Костерево на переформирование.
2 декабря 1943 г. 179-я танковая бригада на основании Директивы ГШКА № орг /3/142483 от 02.12.1942 г., переформирована в 42-й учебный танковый полк (или 42-й учебный танко-самоходный полк) в МВО (ст. Костерево).

## Боевой и численный состав
Бригада сформирована по штатам №№ 010/345-010/352 от 15.02.1942 г.:
Управление бригады [штат № 010/345]
390-й отд. танковый батальон [штат № 010/346]
391-й отд. танковый батальон [штат № 010/346]
Мотострелково-пулеметный батальон [штат № 010/347]
Противотанковая батарея [штат № 010/348]
Зенитная батарея [штат № 010/349]
Рота управления [штат № 010/350]
Рота технического обеспечения [штат № 010/351]
Медико-санитарный взвод [штат № 010/352]

## Подчинение
Периоды вхождения в состав Действующей армии:
- с 22.08.1942 по 18.09.1942 года.
- с 01.01.1943 по 22.10.1943 года.

| Дата            | Фронт (округ)            | Армия              | Корпус | Дивизия | Бригада | Примечания |
| --------------- | ------------------------ | ------------------ | ------ | ------- | ------- | ---------- |
| 01.04.1942 года | Московский военный округ |                    |        |         |         |            |
| 01.05.1942 года | Московский военный округ |                    |        |         |         |            |
| 01.06.1942 года | Московский военный округ |                    |        |         |         |            |
| 01.07.1942 года | РВГК                     | 3-я Танковая армия |        |         |         |            |
| 01.08.1942 года | РВГК                     | 3-я танковая армия |        |         |         |            |
| 01.09.1942 года | Западный фронт           | 3-я танковая армия |        |         |         |            |
| 01.10.1942 года | РВГК                     | 3-я танковая армия |        |         |         |            |
| 01.11.1942 года | РВГК                     | 3-я танковая армия |        |         |         |            |
| 01.12.1942 года | РВГК                     | 3-я танковая армия |        |         |         |            |
| 01.01.1943 года | Воронежский фронт        | 3-я танковая армия |        |         |         |            |
| 01.02.1943 года | Воронежский фронт        | 3-я танковая армия |        |         |         |            |
| 01.03.1943 года | Юго-Западный фронт       | 3-я танковая армия |        |         |         |            |
| 01.04.1943 года | Юго-Западный фронт       | 3-я танковая армия |        |         |         |            |
| 01.05.1943 года | Юго-Западный фронт       | 57-я армия         |        |         |         |            |
| 01.06.1943 года | Юго-Западный фронт       | 57-я армия         |        |         |         |            |
| 01.07.1943 года | Юго-Западный фронт       | 57-я армия         |        |         |         |            |
| 01.08.1943 года | Юго-Западный фронт       | 57-я армия         |        |         |         |            |
| 01.09.1943 года | Степной фронт            | 57-я армия         |        |         |         |            |
| 01.10.1943 года | Степной фронт            | 57-я армия         |        |         |         |            |
| 01.11.1943 года | Московский военный округ |                    |        |         |         |            |
| 01.12.1943 года | Московский военный округ |                    |        |         |         |            |

## Командиры

### Командиры бригады
- Коробов, Николай Иванович, полковник,врио,06.04.1942 - 15.04.1942 года [1]
- Денисов, Сергей Иванович, полковник ид, 15.04.1942 - 02.05.1942 года.
- Денисов Сергей Иванович, полковник 02.05.1942 - 10.11.1942 года.[2]
- Рудкин, Филипп Никитович , полковник,10.11.1942 - 22.05.1943 года.[3][4]
- Тутушкин, Виктор Иванович, подполковник, с 01.08.1943 полковник  23.05.1943 - 01.12.1943 года.[5]

### Начальники штаба бригады
- Ташкин Сергей Васильевич, майор, 00.04.1942 - 00.06.1942 года.[6]
- Иосифов Юзеф Самойлович, майор,00.06.1942 - 18.10.1942 года.[7]
- Галуза Павел Яковлевич, капитан,18.10.1942 - 00.01.1943 года.[8]
- Васенев Анатолий Михайлович, капитан,00.01.1943 - 05.03.1943 года.[9]
- Трушин Пётр Васильевич, капитан, 05.03.1943 - 20.07.1943 года.[10]
- Сорокин Валентин Иосифович, подполковник, 20.07.1943 - 00.12.1943 года.[11]

### Начальник политотдела, заместитель командира по политической части
- Котляр Исаак Ниселевич, ст. батальон. комиссар, с 08.12.1942 майор,9.03.1942 - 23.12.1942 года.[12]
- Морозов Николай Владимирович, ст. батальон. комиссар, с 31.12.1943 подполковник 23.12.1942 - 16.06.1943 года.
- Кисилев Иван Васильевич, батальон. комиссар, с 08.12.1942 майор, с 13.07.1943 подполковник, 19.03.1942 - 01.12.1943 года.

## Боевой путь

### 1943
7 марта 1943 года, в 10.30 командир 179-й отдельной танковой бригады Филипп Никитович Рудкин, получил приказ выйти из Тарановки и сосредоточиться у хут. Глубокий, на южном берегу р. Мжа. Чем руководствовалось командование 3-й танковой армии — неизвестно. Но приказ вскоре был изменён и бригада должна была перейти в хут. Миргороды. Фактически первый приказ был невыполним, поскольку хутор просто не вместил бы такого количества техники и людей, учитывая тот факт, что запасливый комбриг, таскал за собой вполне приличную по тем временам собственную передвижную ремонтную базу, позволяющую ему ремонтировать технику недалеко от поля боя.
Противник же в весь день 7 марта, был занят атакой на с. Рябухино против 350-й стрелковой дивизии и 6-го гвардейского кавалерийского корпуса. Атака на Рябухино началась в 6.00, танковой группы Шиммельмана из 11-й танковой дивизии 48-го танкового корпуса вермахта, она постепенно вытесняла части Красной Армии к станции Борки, хуторам Федоровщина, Михайловка, Голубов, Шейки, Кравцов, а уже с 11.30 на северный берег р. Мжа у хут. Тимченков. Последней на северный берег реки отходила 11-я гвардейская кавалерийская дивизия, которая несла значительные потери. К 17.30 все части 6-го гвардейского кавалерийского корпуса отошли за р. Мжа.
Противник тут же предпринял попытку силами танковой группы Хенце из 6-й танковой дивизии выйти на северный берег реки вслед за частями 6-го гвардейского кавалерийского корпуса, но его встретили огнём две батареи 131-го гвардейского артиллерийского полка 62-й гвардейской стрелковой дивизии. В скоротечном бою артиллеристы без потерь со своей стороны подбили 8 танков и 4 бронетранспортера, уничтожили до роты пехоты. Впрочем, по немецким документам значится, что они не потеряли в этом бою ни одного танка.
6-я танковая дивизия 48-го танкового корпуса вермахта получила задачу на 7 марта поддержать первоначальную атаку на Рябухино 11-й танковой дивизии, а после этого двигаться на юг. Группа Оппельна должна была занять  высоту 103.4 северо-западнее села Соколово и контролировать местность. А группа Унрайна должна была контролировать переходы через р. Мжа юго-западнее хут. Миргороды. у Мжи. Артиллерия дивизии, в составе нескольких батарей 105-мм гаубиц сосредотачивалась в Борках и должна была сосредоточиться на поддержке группы Унрайна. И только лишь группа Золенкомпфа должна была наблюдать за поведением обороняющихся в Тарановке.  
        В этот насыщенный боями день, танкисты 179-й отдельной танковой бригады решили выйти из Тарановки с первыми сумерками. Боевых действий в самой Тарановке в этот день не было, редкий минометный и ружейно-пулеметный обстрел со стороны противника в учёт не шёл. Выйдя в 14.00 из села, танкисты двинулись, как и предполагало ранее командование, на хут. Глубокий, по лесным дорогам и перелескам. Через 3 км они столкнулись с группой танков и пехоты 11-й танковой дивизии вермахта. Бой затянулся, пришлось оставить танковое прикрытие в лице 390-го танкового батальона и двигаться дальше. Маневрируя, «тридцатьчетверки» в полной мере воспользовались своими лучшими качествами, танкисты заявили, что уничтожили в ходе боя 8 танков, 3 самоходных орудия, 17 автомашин, до 200 солдат и офицеров врага. Правда надо сказать, что противник в группе Унрайна из 6-й танковой дивизии не имел такого количества танков, имеющиеся, однако получили повреждения.
Основные силы 179-й отдельной танковой бригады шли без остановок, но крайне медленно к переправе через р. Мжа. В темноте пришлось регулярно ждать сообщений разведки, и только к 23.00 бригада сосредоточилась в хут. Миргород. По состоянию на 8 марта 1943 года в бригаде было 16 танков Т-34, 2 танка Т-60, танкистов 90 человек и 155 мотострелков, вооруженных винтовками, автоматами ППШ. Из тяжелого вооружения были один станковый пулемет, четыре ручных пулемета, 3 противотанковых ружья, и 4 миномета 82-мм. Два орудия 76-мм вернулись в расположение бригады к утру следующего дня.
Уже в ночь на 8 марта 1943 года, разведка 6-й танковой дивизии вермахта  пытались нащупать бреши в советской обороне. К переднему краю для наступления на Соколово подтягивались мотопехота и танки. И около 2.00 была предпринята попытка атаковать хут. Тимченков. Атаку отбила 4-я батарея 595-го истребительно-противотанкового артиллерийского полка. Израсходовав 30 бронебойных и 20 осколочных снарядов, батарея В. С. Петрова уничтожила 2 танка, 2 бронемашины и разведку противника в числе 7 человек. С 9.00 4-я батареи получили задачу следовать на западную окраину хут. Миргороды. Во время её движения у хут. Кравцов старший лейтенант В. С. Петров заметил на противоположной стороне р. Мжа танки противника. У крайних домов хут. Кравцов 4-я батарея развернулась и с расстояния 4000 м открыла огонь. Их поддержали артиллерийские батареи 6-го гвардейского кавалерийского корпуса. Один танк загорелся, следом за ним были подожжены два бронетранспортера. Немцы начали вести ответный огонь из танковых пушек, но в целом артиллерийская дуэль была бессмысленной, тем более, что танки противника укрылись за строениями хут. Глубокий. К 12.00 4-я батарея прибыла в назначенный район и приступила к занятию позиций.
Как известно с 13.00, а потом в 15.30 группа Унрайна из состава 6-й танковой дивизии атаковал Соколово. Результат этого боя также известен, село было захвачено, противник понес некоторые потери от действия многочисленной артиллерии из 3-й танковой армии Воронежского фронта и 6-й армии Юго-Западного фронта. Однако это не сдержало атакующего противника. В 18.00 на южный берег Мжи начала выдвигаться десятью танками 179-я отдельная танковая бригада, но переправиться не смогла: первая же «тридцатьчетверка» провалилась под лед. Танк вытащили, но поддержать оборонявшихся в Соколово было уже не кому.
Не остановившись на достигнутом, в 19.00 противник повел дальнейшее наступление на Пролетарское, для выполнения основной задачи – выхода к городу Змиев. Однако большая часть танков группы Унрайна имели повреждения, экипажи устали. Наступление на Пролетарское было приостановлено. Видимо видя невозможность продвигаться на этом участке фронта,  командование 48-й танковым корпусом вермахта отдало приказ в 19.20 атаковать силами группы Оппельна (до 10 самоходных орудий при поддержке бронетранспортеров и мотопехоты) хут. Тимченков. Артиллерийская батарея 1-го дивизиона 131-го гвардейского артиллерийского полка поддерживала пехоту 182-го гвардейского пехотного полка 62-й гвардейской стрелковой дивизии. Но, к сожалению, не могла вести огонь с высокой точностью. Открыла огонь и полковая артиллерия, от которой несла потери немецкая мотопехота. Заградительный огонь открыли полки 8-й артиллерийской дивизии РГК, однако самоходки и пехота немцев всё равно шли дальше. Поддержала оборонявшихся в хут. Тимченков и 4-я батарея 595-го истребительно-противотанкового артиллерийского полка РГК, в которой отличились расчеты старших сержантов Климентьева и Викторова. Общими усилиями было подбито пять САУ и бронетранспортер, но противник закрепился в роще напротив хут. Тимченков и подтягивал туда подкрепления из состава 6-й танковой дивизии.
Около 21.00, когда 4-я батарея 595-го истребительно-противотанкового артиллерийского полка РГК отбыла по приказу командования в Харьков, на хут. Миргороды пошла в атаку группа Оппельна, до батальона мотопехоты противника при поддержке САУ. Атаку поддерживали батареи 105-мм артиллерии из села Борки. Обороняющаяся здесь 3-я рота 1-го отдельного Чехословацкого батальона, не имела средств борьбы с бронетехникой,  поэтому танкисты 179-й отдельной танковой бригады были единственной силой, которая смогла бы на этом участке остановить противника. В ходе боя танкисты бригады уничтожили 2 бронетранспортера, 10 автомашин и 55 солдат и офицеров противника. Самоходки противника не рискнули подойти ближе и вели огонь из рощи напротив хут. Тимченков.
Авиаразведка противника зафиксировала возможность нанесения контрудара группой генерал-майора Фирсова. Не имея представления о боевом опыте этих частей, но учитывая их численность, немецкое командование приняло решение упредить возможные действия на этот участке фронта и атаковать Тарановку с раннего утра 9 марта. Поэтому все атаки на хут. Мирогород и хут. Тимченков группой Оппельна были приостановлены и она была переброшена под Тарановку. Из Соколово противник также  вывел  два батальона пехоты.
С раннего утра 9 марта 1943 года 48-й танковый корпус вермахта, прежде всего решил полностью овладеть Тарановкой, которая как уже стало известно противнику, была исходной точкой для атаки группы генерал-майора Фирсова. К обеду Тарановка была почти полностью в руках противника, 78-й гвардейский полк удерживал лишь небольшую часть восточной окраины. Группа генерал-майора Фирсова вынуждена была вступить в бои за Тарановку.
Поскольку основные силы 48-го танкового корпуса вермахта были прикованы к Тарановке, у хуторов Тимченков и Миргороды, наступило некоторое затишье. Танковая группа Унрайна из 6-й танковой дивизии вермахта закреплялась в Соколово, ожидая атак со стороны хут. Диптаны, где накапливался 81-й гвардейский стрелковый полк. Но атака на Соколово задерживалась, т.к. неясной была обстановка со взятием Тарановки. Только в 18.00 в атаку выдвинулся 81-й гвардейский стрелковый полк, хотя его поддерживали 8 танков 18-го танкового корпуса, атака получилась крайне неудачной. Полковник Унрайн очень хорошо подготовился к обороне, и в этот день сам провел в танке, подавая пример своим немногочисленным танкистам.
В 19.15 в атаку выдвинулись 2-я рота Чехословацкого батальона под командованием надпоручика Кудлича, их поддерживали огнем танки 179-й отдельной танковой бригады и 288-го легко-артиллерийского полка РГК (5 орудий 76-мм), переброшенного в хут. Миргороды утром этого дня. Произвел залп и 366-й гвардейский минометный дивизион 87-го гвардейского минометного полка. Выйдя на юго-восточную окраину Соколово, чехословакам удалось с помощью артиллерии и 179-й отдельной танковой бригады подбить 3 танка, уничтожить 4 пулемета и несколько десятков солдат и офицеров врага. Однако успех был кратковременный, к этому времени бои в Тарановке уже приостановились, и на помощь группе Унрайна выдвинулись САУ «штурмгешютце» и мотопехота из резерва 48-го танкового корпуса вермахта.
Используя замешательство на юго-востоке Соколово,  на юго-западную окраину смогла прорваться 2-я стрелковая рота 81-го гвардейского стрелкового полка гвардии лейтенанта Дорошенко, усиленная пулеметным взводом гвардии лейтенанта Рыбачковского. Однако этот успех не был поддержан другими подразделениями, а Унрайн сумел организовать контратаку силами двух рот мотопехоты и танками. При плотном артиллерийском, минометном и пулеметном огне, рота Дорошенко была  выбита из Соколово. Младший сержант Филатов и рядовой Александров подбили танк противника, пытавшийся зайти с фланга наступающей роте. Понеся значительные потери, 81-й гвардейский стрелковый полк залег и продвижения не имел.
Воспользовавшись тем, что атаки на Соколово прекратились, противник сам перешёл в контратаку, были захвачены хутора Диптаны, Прогоня, Виловка. Одновременно противник решил вновь атаковать переправу через р. Мжа у хут. Миргороды. Мотопехота под прикрытием САУ и огня 105-мм артиллерии выдвинулась в 21.00 на позиции чехословаков и танкистов 179-й отдельной танковой бригады. Атака была отбита, и у танкистов за этот день были первые потери со дня прибытия в хут. Миргороды. Погибли: заместитель командира танковой роты старший лейтенант Иван Павлович Авденин, воентехник 2-го ранга Андрей Андреевич Колодяжный и командир отделения мотострелкового батальона сержант Иван Петрович Кальянов – все похоронены в братской могиле хут. Миргороды. В госпиталь были отправлены раненные красноармейцы Блинов, Герасимов и Коркин[vii].  В этот день бригада потеряла подбитыми 5 танков Т-34, требовавших серьёзного ремонта, они были готовы к бою только к 12 марта, когда бригада уже получила приказ покинуть хут. Миргороды.
10 марта 1943 г. войска 3-й танковой армии вели бои с наступающим противником на участке Утковка–Озерянка–Буды. Не ожидая активных действий со стороны 25-й гвардейской стрелковой дивизии у Соколово,  танковая группа Унрайна вышла в направление на хутора: Куряче, Гонтарь, Кононенков, Очевидно противник готовился к различным вариантам событий у Тарановки.  Воспользовавшись выходом танковой группы из Соколово, 81-й гвардейский стрелковый полк вновь захватил утраченные ночью Диптаны, Виловку и Прогоню, но далее продвинуться не смог.
Под Тарановкой 2-й гвардейский танковый корпус и поддерживающие его две стрелковые дивизии пытались выбить противника из села, атаковать Рябухино с попыткой в дальнейшем выходить на Новую Водолагу. Впрочем, только до 10.00 утра, потом стало ясно, что это бесперспективно и стал уже вопрос о выводе из боя уцелевших частей группы генерал-майора Фирсова.
В это же время 1-й отдельный Чехословацкий батальон был занят обороной рубежа по р. Мжа от хут. Тимченков до с. Артюховка. Прикрывающая его 179-я танковая бригада около 1.00 получила приказ выдвинуться из хут. Миргород в с. Алексеевка севернее Харькова. Но в 4.00 приказ был отменен, и бригада осталась на месте. Присутствие танковой бригады на этом участке, в составе которой было 11 танков Т-34, 2 танка Т-60, из ремонта к этому дню подошёл ещё один танк Т-70, кроме этого ещё в артиллерийской батарее бригады было два 76-мм орудия и три 45-мм, а также четыре 82-мм миномета, мотострелковый батальон в составе 220 человек, останавливало противника на этом участке фронта, который в танках не мог создать превосходства, сосредоточив усилия у Тарановки, Мерефы и для удержания Соколово. В этот же день в 179-ю танковую бригаду вернулся автопарк в составе 7 автомашин, который подвез боеприпасы и питание.
Противник несколько потревожил 179-ю отдельную танковую бригаду только 11 марта 1943 года, редким минометным и артиллерийским обстрелом, с целью не дать выдвинуться бригаде на помощь соседям слева, которые уже оставили хутора Диптаны, Водяховку, а затем к 15.00 и с. Пролетарское. Последнее заняли 15 танков и 24 автомашины с пехотой. Попытки переправиться через р. Мжа была разведгрупп противника у с. Артюховка и хут. Тимченков, двух танков Т-34 хватило, чтобы не позволить им выйти на северный берег реки.
Бригада и сама вела разведку в направление на с. Соколово и хут. Кононенков, зафиксировав курсирование бронемашин и мотоциклистов в направление на хут. Куряче. Из Соколово на Кононенков и с. Борки часто курсировали крытые автомашины противника. По результатам разведки 8-я артиллерийская дивизия РГК нанесла мощный упреждающий артиллерийский удар по скоплению танков и мотопехоты в с. Соколово.  

Оборона по р. Мжа по-прежнему была труднопреодолимой для противника. Только на стыке армий и фронтов у г. Змиёв у него появился шанс выйти на северный берег р. Мжа. Данный участок на картах Генерального штаба сухопутный войск Германии 9–11 марта четко обозначен позициями 6-й танковой дивизии и 179-й танковой бригады. Все поставленные задачи бригада в течение 7–11 марта выполнила и ранним утром 12 марта 1943 года покинула хут. Миргороды, прибыв по приказу командующего 3-й танковой армией в г. Харьков

## Отличившиеся воины
- Рудкин, Филипп Никитович, полковник, командир бригады.
- Хало, Владимир Алексеевич, старший лейтенант, командир танка Т-34 роты управления бригады.